# A PopCALYPSE NOW 〜地獄のPOP示録〜
『A PopCALYPSE NOW 〜地獄のPOP示録〜』（ア ポップカリプス ナウ じごくのポップしろく）は、日本のロックバンド、BEAT CRUSADERSのミニアルバム。
2004年7月22日、デフスターレコーズよりリリース。

## 概要
2003年末、移籍・メンバーチェンジを行い、シングルを2枚リリースした後、この作品をもってメジャーデビューを果たした。
発売当初、ソニー・ミュージックの方針で、当時推進されていたレーベルゲートCD2での発売であったが、現在CCCD盤は廃盤となり、普通のCD-DA仕様に差し替えられている。

## 収録曲
1. LAST GOOD-BYE (2:08)
（作詞：ヒダカトオル　作曲：BEAT CRUSADERS）
2. JAPANESE GIRL (2:32)
（作詞：ヒダカトオル　作曲：BEAT CRUSADERS）
PVが制作された。後にメジャー1stアルバム「P.O.A. -POP ON ARRIVAL-」にも収録された。
3. CHRISTINE (1:25)
（作詞・作曲：ヒダカトオル）
LASTRUM時代の楽曲のリメイク。
4. GYMNASIUM (3:16)
（作詞：ヒダカトオル　作曲：BEAT CRUSADERS）
5. LOVE DISCHORD (4:01)
（作詞：ヒダカトオル　作曲：BEAT CRUSADERS）
PVが制作された。後にメジャー1stアルバム「P.O.A. -POP ON ARRIVAL-」にも収録された。タイトルの綴りが「DISCORD」（不協和音）ではなく「DISCHORD」とされているのは、イアン・マッケイ（フガジ、ex.マイナー・スレット）が主宰するインディーズレーベル、ディスコード・レコード（Dischord Records）へのオマージュから。
6. BE MY WIFE (2:08)
（作詞・作曲：ヒダカトオル）
LASTRUM時代の楽曲のリメイク。

全編曲：BEAT CRUSADERS